# Passalora cardopatii
Passalora cardopatii är en svampart som först beskrevs av Bremer & Petr., och fick sitt nu gällande namn av U. Braun 1995. Passalora cardopatii ingår i släktet Passalora och familjen Mycosphaerellaceae.   Inga underarter finns listade i Catalogue of Life.